# Nerva (Espagne)
Pour les articles homonymes, voir Nerva (homonymie).
Nerva est une commune de la province de Huelva dans la communauté autonome d'Andalousie en Espagne.

## Administration
| Période                                  | Période | Identité | Étiquette | Qualité |
| ---------------------------------------- | ------- | -------- | --------- | ------- |
| N/A                                      | N/A     | N/A      | N/A       | Maire   |
| Les données manquantes sont à compléter. |         |          |           |         |

## Personnalités
- Francisco Romero Marín (1915–1998), homme politique et militaire, est né à Nerva.